# Kelurahan Sugihwaras (administrativ by i Indonesien, lat -6,87, long 109,37)
Kelurahan Sugihwaras är en administrativ by i Indonesien.   Den ligger i provinsen Jawa Tengah, i den västra delen av landet, 290 km öster om huvudstaden Jakarta.